# Few of Us
Pour plus de détails, voir Fiche technique et Distribution.
Few of Us (en lituanien : Mūsų nedaug) est un film lituanien réalisé par Šarūnas Bartas, sorti en 1996.

## Synopsis
Le film se passe dans un village tofalar (de langue tofalar). Cette tribu nomade, d'origine turque, en extinction, est installée dans les monts Saïan (sud de la Sibérie, oblast d'Irkoutsk, près de Touva).
Le film, sans dialogue, présente dans des paysages préservés et des intérieurs dénudés des plans conçus comme des tableaux. Le lien entre les plans ayant lieu parfois uniquement grâce au son.
Les premières scènes situent le film au XXe siècle, une ville, des voitures, un hélicoptère, une jeune femme dans l'hélicoptère. 
Lentement les plans se rapprochent d'un village en même temps que la femme. Plus tard une fête a lieu, une rixe entre la femme et deux hommes dans l'indifférence générale. Un couteau est sorti, un homme gît au sol. La femme s’enfuit, un homme la rejoint (celui qui a poignardé ?). Au matin la femme le quitte, l'homme est abattu. La femme entend un hélicoptère qui passe.

## Fiche technique
- Réalisation : Šarūnas Bartas
- Pays d'origine :  Lituanie,  Portugal,  France,  Allemagne
- Format : couleurs - 35 mm

## Distribution
- Katerina Golubeva
- Piotr Kichteïev
- Sergueï Toulaïev